# Глигор Чемерски
Глигор Чемерски (Кавадарци, 9. март 1940 — Скопље, 2. април 2016) био је македонски сликар, истакнути представник фигурализма у 1960-има, значајан за афирмацију македонске културе у свету.

## Биографија
Дипломирао је на Академији ликовних уметности у Београду 1965. године. Његове експресионистичке слике прожете су поетичким реализмом и фантастиком (Луда Грета, 1962/63; Чувар гнезда, 1964; Инстинкт за летење, 1968). Касније се посветио аутохтоној интерпретацији средњовековне иконографије.
Посебно су значајни његови монументални мозаици „Топла земља“ (1971) у Привредној банци у Скопљу и на споменику „Слобода“ у Кочанима (1981).